# Moussa le taximan

Les Aventures de Moussa le taximan est une série de sept courts métrages de fiction humoristiques réalisés en 2000 en France et en Côte d'Ivoire par Henri Duparc et Maka Sidibé, destinés à la prévention et à l'information sur le sida. L'acteur vedette en est Bamba Bakary qui incarne un chauffeur de taxi d'Abidjan. Le film est sorti en salle en France le 27 août 2001.

Une deuxième série de six films courts, Les Nouvelles aventures de Moussa le taximan, aborde à nouveau avec humour la lutte contre le sida. Elle est diffusée sur TV5 le 1er décembre 2003 à l'occasion de la Journée mondiale de lutte contre le sida. Elle vise les populations immigrées en France.
Ces films qui mettent en scène des situations très courantes de la vie quotidienne ont eu beaucoup de succès en Afrique.